# Luis Espinal
Luis Espinal Camps SJ (* 4. Februar 1932 bei Manresa, Katalonien; † 22. März 1980 in Bolivien) war ein Jesuitenpater und Menschenrechtsaktivist.

## Leben und Wirken
Luis Espinal trat im Alter von 17 Jahren in den Jesuitenorden ein und wurde im Jahre 1962 zum Priester geweiht. Am 6. August 1968 traf er in Bolivien ein, wo er sich mit der lokalen Problematik schnell vertraut machte und 1970 die bolivianische Staatsbürgerschaft erlangte.

### Politischer Kampf
Espinal setzte sich in diesem Land ein zur Überwindung der strukturellen Gewalt, gegen die Straflosigkeit von Menschenrechtsverletzungen und für die Amnestie der politisch Verfolgten. Er engagierte sich mit Journalisten, Kulturschaffenden und Menschenrechtsgruppierungen und trat dafür ein, dass die Kirche mit anderen Organisationen zusammenarbeitet, wenn es um den Schutz und die Verteidigung der Benachteiligten geht.
An Weihnachten 1977 traten fünf Bergarbeiterfrauen in einen Hungerstreik mit der Forderung der Freilassung ihrer Männer und der Amnestie aller politisch Gefangenen. Espinal unterstützte sie von Anfang an, so dass ihnen trotz des ungünstigen Momentes bis Mitte Januar 1978 über tausend Leute in verschiedenen Städten Boliviens folgten, was dazu beitrug, dass sich im Frühjahr 1978, nach fast sieben Jahren brutaler Diktatur, eine politische Opposition artikulieren konnte und Hugo Bánzer im Juli 1978 seine Macht abtreten musste.

### Von den Armen lernen
Espinal wurde in seinem politischen Kampf um Gerechtigkeit von einem tiefen Glauben an die Menschenfreundlichkeit Gottes geleitet. Seine Bereitschaft, von den Ärmsten selbst zu lernen, war Ausdruck eines starken Identifikationsprozesses mit dem bolivianischen Volk. Die Erfahrung des Hungerstreiks kommentierend meinte er, zum ersten Mal in seinem Leben fühle er sich als „kleinbürgerlicher Intellektueller dem Volke nützlich“. Immer wieder setzte er Zeichen, die ihn für die harte Alltagswirklichkeit der kleinen Leute empfänglich werden ließen. So zog er es vor, wie diese zu Fuß durch Regen und Schlamm zu gehen und auf das Angebot eines im Auto vorbeifahrenden Bekannten zu verzichten: „Weißt du, heute will ich keine Bequemlichkeiten oder Privilegien. Heute will ich mit dem Volk gehen.“
Nachdem sich Espinal an einem politischen Fasten beteiligt hatte, das ihn fast das Leben kostete, zog er aus seinem solidarischen Engagement folgende Erkenntnis: „Der Hunger ist eine Erfahrung der Gewalt, der uns die Tapferkeit und den Zorn eines Volkes erst verstehen lässt. Wer selbst Hunger erfährt, versteht besser die Dringlichkeit mit der es gilt, für die Gerechtigkeit in der Welt zu arbeiten.“

### Gewaltsamer Tod, Erinnerung
In der Nacht des 22. März 1980 wurde er nach seiner Kritik an der Straflosigkeit für die Anhänger von Alberto Natusch Busch, der vom 1. bis zum 16. November 1979 als bolivianischer Präsident amtiert hatte, entführt. Dabei wurde er in einem Schlachthof während vier Stunden gefoltert und schließlich mit 14 Schüssen umgebracht.

## Verehrung
Nach seinem Tod wurde Luis Espinal im bolivianischen Volk als Vorbild gepriesen und als Schutzpatron in Anliegen der Gerechtigkeit angerufen.

## Schriften
- El grito de un pueblo, Lima 1980.

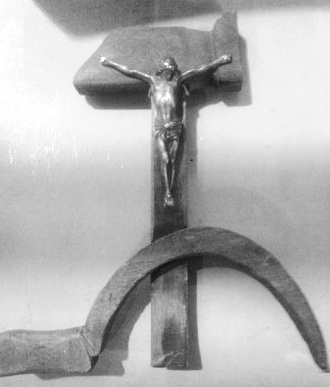
Das „Kommunistische Kruzifix“ (Schnitzarbeit), von Luis Espinal in den 1970er Jahren gefertigt. Am 9. Juli 2015 übergab der bolivianische Präsident Evo Morales eine Replik an Papst Franziskus bei dessen Besuch in Bolivien.

- Oraciones a quemarropa, Lima 1988; dt.: Und haben nur einen Sinn, wenn wir brennen. Verlagsanstalt Tyrolia, Innsbruck/Wien 2008, ISBN 978-3-8367-0649-0. Zweite (neue und vollständigere) Übersetzung: Jähe Gebete, Norderstedt (Books on Demand) 2018, ISBN 9783752854923.